# Richard Hamilton
Richard Clay Hamilton (født 14. februar 1978, i Coatesville, Pennsylvania, USA) er en amerikansk basketballspiller, der spiller som guard eller forward i NBA-klubben Chicago Bulls. Hamilton kom ind i ligaen i 1999 og spillede før han i 2002 rykkede til Detroit i Washington Wizards. I 2004 var Hamilton en vigtig brik af det Pistons-hold der sikrede sig NBA-titlen med en finalesejr over Los Angeles Lakers. Tre gange er han desuden blevet udvalgt til at deltage i ligaens All-Star kamp.